# Nhái lá đốm vàng
Nhái lá đốm vàng (danh pháp khoa học: Leptobrachium xanthospilum) là một loài lưỡng cư thuộc họ Megophryidae.
Đây là loài đặc hữu của Việt Nam.
Môi trường sống tự nhiên của chúng là rừng ẩm vùng đất thấp nhiệt đới hoặc cận nhiệt đới và sông ngòi.
Chúng hiện đang bị đe dọa vì mất môi trường sống. Danh pháp của loài: "xanthos" có nghĩa là vàng, và "spilos", có nghĩa là đốm, để chỉ các đốm vàng trên da của chúng.